# 表現主義
表現主義（ひょうげんしゅぎ）または表現派（ひょうげんは）は、様々な芸術分野（絵画、音楽、文学、映像、建築など）において、一般に、感情を作品中に反映させて表現する傾向のことを指す。狭い意味の表現主義は、20世紀初頭にドイツにおいて生まれた芸術運動であるドイツ表現主義（またはドイツ表現派）および、その影響を受けて様々に発展した20世紀以降の芸術家やその作品について使われる。これには、抽象表現主義などが含まれる。
なお、日本語に翻訳してしまうとわからなくなってしまうが、英語では、「表現主義」（英: Expressionism）の語は「印象主義」（英: Impressionism）の語と語形の上でも対立している。

## ドイツ表現主義
ドイツ表現主義は、20世紀初頭にドイツで起こった一大芸術運動である。この感情表現を中心とする手法は、当時、他のヨーロッパの国々で盛んであった印象派（物事の外面的な特徴を描写する）とは対極に位置する。表現主義は、第一次世界大戦後すぐに、他の運動へと受け継がれていった。例えば、構成主義、新即物主義、そして後の抽象表現主義、超写実主義である。
ドイツ表現主義の作品において、よく扱われるテーマは、生活の矛盾（性的なもの、家族間のものなど）から、革命、戦争、社会の矛盾など、いわば既存の秩序や市民生活に対する反逆を目指したものが多い。ドイツ表現主義においては、伝統的な芸術の様式は破壊され、また自然主義とは正反対の立場をとる。表現主義者は、ニーチェに思想的な影響を受けているとされる。

### 美術
20世紀のドイツ表現主義の画家に直接的な影響を与えたのは、ファン・ゴッホであった。20世紀初頭のドイツには、青騎士やブリュッケなど、いくつかの表現主義の画家のグループがあった。
ドイツ表現主義の画家には、

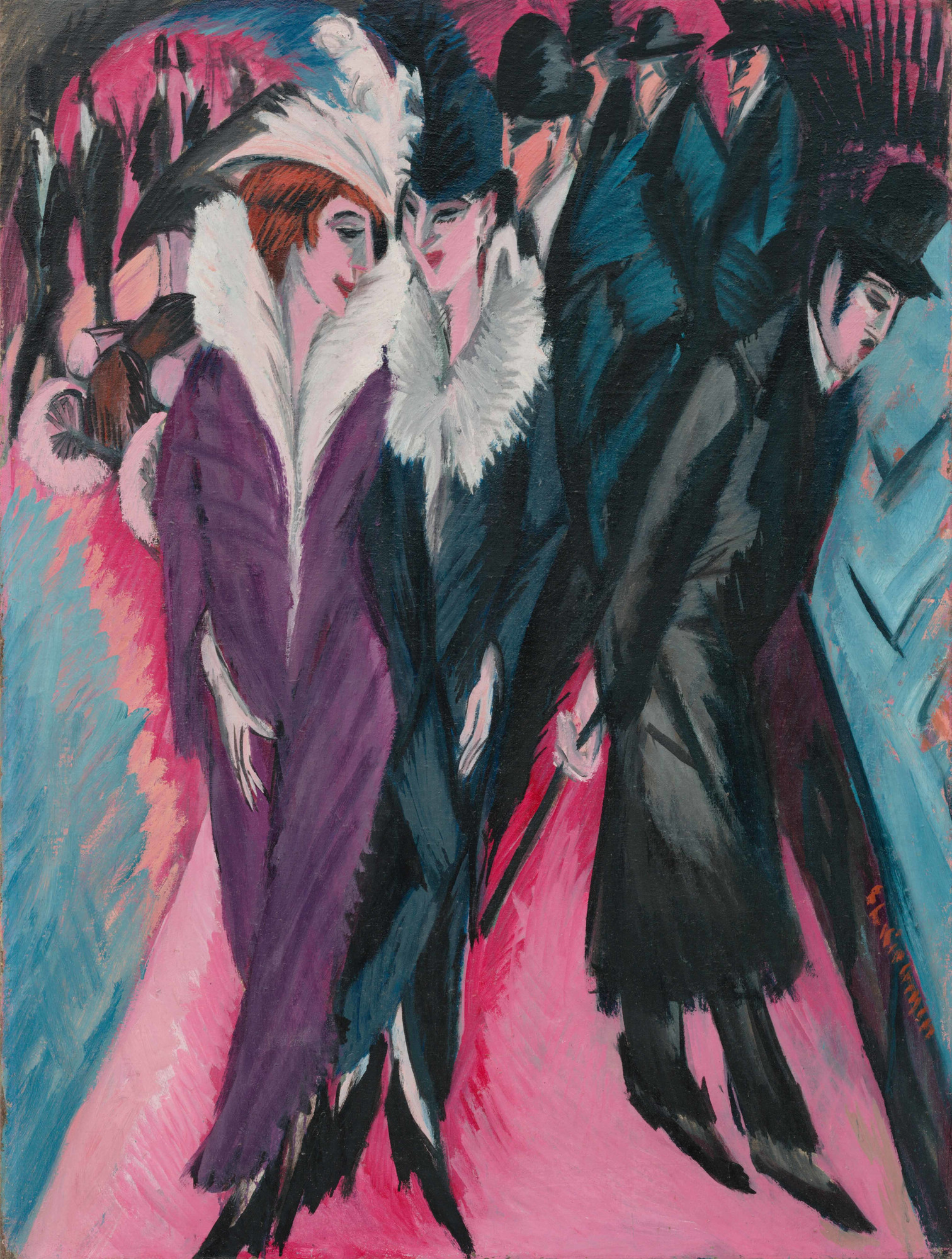
エルンスト・ルートヴィヒ・キルヒナー作「街」（1913年）
"Die Straße"

- マリアンネ・フォン・ヴェレフキン (Marianne von Werefkin, 1860 - 1938)（青）(en, de)
- ワシリー・カンディンスキー (Wassily Kandinsky, 1866 - 1944)（青）
- ハインリヒ・カンペンドンク (Heinrich Campendonk, 1889 - 1957)（ラ）(de)
- エルンスト・ルートヴィヒ・キルヒナー (Ernst Ludwig Kirchner, 1880 - 1938)（ブ） - 彫塑作品でも知られる
- ジョージ・グロス (George Grosz, 1893 - 1959)
- オスカー・ココシュカ (Oskar Kokoschka, 1886 - 1980) - 著作もある
- カール・シュミット＝ロットルフ (Karl Schmidt-Rottluff, 1884-1976)（ブ）
- エゴン・シーレ (Egon Schiele, 1890 - 1918)
- オットー・ディクス (Otto Dix, 1891 - 1969) (de) - 後にノイエ・ザッハリッヒカイトへ
- エミール・ノルデ (Emil Nolde, 1867 - 1956)（北）
- リオネル・ファイニンガー (Lyonel Feininger, 1871 - 1956) - 風刺画家としても知られる
- コンラート・フェリクスミュラー (Conrad Felixmüller, 1897 - 1977) (de) - 後に新即物主義へ
- マックス・ベックマン (Max Beckmann, 1884 - 1950)
- エーリッヒ・ヘッケル (Erich Heckel, 1883 - 1970) (ブ) (de)
- マックス・ペヒシュタイン (Max Pechstein, 1881 - 1955)（ブ）
- ルートヴィッヒ・マイトナー (Ludwig Meidner, 1884 - 1966) (de) - 詩人としても知られる
- アウグスト・マッケ (August Macke, 1887 - 1914)（ラ）(de)
- フランツ・マルク (Franz Marc, 1880 - 1916)（青）
- ガブリエーレ・ミュンター (Gabriele Münter, 1877 - 1962)（青）
- オットー・ミュラー (Otto Mueller, 1874 - 1930)（ブ）
- パウラ・モーダーゾーン＝ベッカー (Paula Modersohn-Becker, 1876 - 1907)（北）
- ヴィルヘルム・モルグナー (Wilhelm Morgner, 1891 - 1917)（ラ）(de)
- アレクセイ・フォン・ヤウレンスキー (Alexej von Jawlensky, 1864 - 1941)（青）
- クリスティアン・ロールフス (Christian Rohlfs, 1849 - 1938)（北）

がいる。（青：「青騎士」に所属、ブ：「ブリュッケ」に所属、北：北ドイツ表現派、ラ：ライン地方 表現派）
また、主な活動の場がドイツ以外であり、ドイツ表現主義には含められていないが、同時代、表現主義の画家として知られているのは、
- ハイム・スーチン (Chaim Soutine, 1894 - 1944) - パリで活躍
- エドヴァルド・ムンク (Edvard Munch, 1863 - 1944) - ノルウェー中心

などである。

### 音楽
音楽では、新ウィーン楽派の3人の作曲家
- アルノルト・シェーンベルク
- アルバン・ベルク
- アントン・ウェーベルン

の自由な無調の時代の作品が表現主義とされる。他にも
- バルトーク・ベーラ
- パウル・ヒンデミット

の第一次世界大戦前の作品や、
- エルンスト・クルシェネク

の若き日の作品などに表現主義の傾向が見られるほか、新ウィーン楽派よりも上の世代の作曲家では
- リヒャルト・シュトラウス
- アレクサンダー・フォン・ツェムリンスキー

なども表現主義の傾向を持った作品を残している。

### 文学・演劇
- エルンスト・シュタードラー（英語版） (Ernst Stadler)
- エルゼ・ラスカー＝シューラー (Else Lasker-Schüler)
- ゲオルク・ハイム (Georg Heym)
- ゲオルク・トラークル (Georg Trakl)
- ゴットフリート・ベン (Gottfried Benn)
- ブラス
- ドイブラー Däubler
- ファン・ホディス van Hoddis
- エートシュミット Edschmid
- フランツ・カフカ (Franz Kafka)
- アウグスト・シュトラム（英語版） (August Stramm)
- ヴァルター・ハーゼンクレーヴァー（英語版）　 (Walter Hasenclever)

演劇の分野では、20世紀初頭、ゲオルグ・カイザー、エルンスト・トラーらを中心としたドイツ演劇で盛んであった。

### 映像
映像における表現主義は、1920年代にドイツで発展した。第1次世界大戦後の復興期にドイツ映画はブームを迎えたが、豪華で贅沢なハリウッド映画に太刀打ちするのは経済的な状況から難しかった。ドイツの映画制作会社UFAスタジオは、予算不足を補うため、映画に象徴的な演出を施し、ある種のムードや意味を付与する試みが行われた。最初の表現主義的な映画として、
- 『カリガリ博士』(1919年) - 『Das Cabinet des Dr. Caligari』
- 『巨人ゴーレム』(1920年) - 『Der Golem』(cf.ゴーレム)
- 『吸血鬼ノスフェラトゥ』(1922年) - 『Nosferatu』

などが挙げられる。これらの映画では、ストーリーが非常に象徴的に、故意に超現実主義的に描写されている。1920年代前半の芸術界は、ダダが席巻しており、ヨーロッパ文化の各方面は、新しい思想や芸術スタイルの実験を通して未来を展望する変革を受け入れていた。これら最初の表現主義的な映画のセットには十分な予算がつぎ込まれた。セットデザインは、でたらめで現実味がなく、幾何学的に狂っていて、また壁面や床には光や影などを表す塗装が施された。表現主義の映画では、狂気、精神異常、背信、などの「知的な」テーマが取り扱われた。
表現主義的な、こうした極端な非現実的な映画の短い流行は、ダダと共に数年で廃れていった。しかし、表現主義映画のテーマは、1920年代、1930年代の映画において、雰囲気を強調するための背景・ライティング・影の配置の芸術的なコントロールの形で受け継がれた。この映画製作の流れは、ナチスの勢力拡大とともにアメリカにも伝わり、数多くのドイツの映画製作者がハリウッドに移り、アメリカの映画界に受け入れられた。特に表現主義の映画に大きな影響を受けたのは、ホラー映画とフィルム・ノワールであった。例えば、カール・レムリとユニバーサルスタジオは、ロン・チェイニー主演『オペラ座の怪人』（『The Phantom of the Opera』）で有名になり、『魔人ドラキュラ』(1931年, 『Dracula』)の撮影をしたドイツ移民のカール・フロイントは、暗く芸術的にデザインされたセットで、1930年代のユニバーサル映画の怪物のスタイルを築き、後の世代のホラー映画に多大な影響を与えた。また、フリッツ・ラングやマイケル・カーティスは、1940年代の犯罪ものに表現主義的手法を取り入れ、この路線の映画に影響を与えた。

## 建築
表現主義 (建築)（Expressionist architecture）はまず多分野にわたる表現主義運動の一環として1910年 - 1925年ごろのドイツ語圏で始まったが、同時期にオランダでもアムステルダム派が生まれていた。そのスタイルを特徴づけるのは初期の近代主義者の採択した新しい材料や形式の革新、そして社会の大衆化であり、レンガや鉄、そしてとりわけガラスの大量生産によってもたらされた新しい技術的な可能性から少なからず着想を得ている。これらの動向は、映画などの視覚芸術におけるドイツ表現主義運動と並行して発達した。当時の経済状態から建築の依頼は限られていたので、ブルーノ・タウトの『アルプス建築』（"Alpine Architecture"、1917年）やヘルマン・フィンステルリン（英: Hermann Finsterlin）の"Formspiels"のように設計されたきり建てられることのなかった作品や、短期間しか展示されなかった建物も非常に多かったが、建築学史的にはきわめて重要なものである。しかし演劇や映画から遠近図法を駆使した舞台セットの需要があったため、表現主義の建築家たちはイマジネーションを膨らませ、古い伝統に挑戦することで財布も膨らませることができた。
表現主義建築の歴史において特筆に値する出来事としては、1914年にケルンで行われた第1回ドイツ工作連盟展、1919年のベルリン大劇場（英: Großes Schauspielhaus）（ハンス・ペルツィヒ設計）の落成と上演活動、ブルーノ・タウトを中心とした建築家たちによる往復書簡「ガラスの鎖」、そしてオランダのアムステルダム派の運動などが挙げられる。
表現主義の建築家にとって永遠の目標となっているエーリヒ・メンデルゾーン作のアインシュタイン・タワー（ポツダム)が建てられたのは1921年のことである。しかし、1925年までにタウトやメンデルゾーン、ペルツィヒなどの主な表現主義建築家たちは、視覚芸術における表現主義芸術家たちとともに新即物主義（ノイエ・ザッハリヒカイト）の運動へと転じていった。これはより実際的・実務的な方法論に基づくもので、初期の実験を捨て去ったといってもよいほどの方向転換であり、ハンス・シャロウンのように表現主義の作風を守ったのは少数派であった。1933年にドイツでナチスが政権を獲得して以降、表現主義は「退廃芸術」として非合法化され、運動それ自体は終息へ向かうが、多岐にわたる運動の残した遺産は今日にいたっても多くの芸術家にインスピレーションを与えている。

### 特徴
個人主義的であった表現主義建築は、さまざまな点において美学的ドグマを避けつつも、その運動自体の展開とコンセプトの深化は美学的規範の発展に大きく寄与することとなった。表現主義建築の作品はヴァラエティと差異に富んでいるが、それらの作品群において反復されていることがある程度明らかに見て取れる共通点もいくつかある。
1. 心理的な効果をもたらすために採られるいびつな形態。
2. リアリズムより優先される、内的経験の象徴的ないし様式的な表現。
3. 新しく、オリジナルで、しかも幻想的なものの達成を支える潜勢的な効果。
4. 実際に完成した作品よりも重要な設計思想を発見し提示する大量の設計図と模型。
5. 個々のコンセプトへ分割不可能な混交的解決の多用。
6. 洞窟や山、稲妻、水晶や岩石の地層などをモチーフとしたロマンティックな自然現象というテーマ（ただし、比較的時代も近く鉄やガラスといった素材への偏愛という共通点のあるアール・ヌーヴォーのように華麗で有機的なものではなく、むしろ素朴かつ無機的である）。
7. 職人的技巧を極める努力に対する創作力の傾注。
8. 古典主義様式よりはむしろゴシック様式、あるいはロマネスク様式やロココ様式への志向。
9. ローマやギリシアからばかりでなく、ムーア人やムスリムやエジプト人、はてはインド人の芸術や建築からも受け継いだ遺産（ヨーロッパでも特に東欧で盛んであった表現主義は西洋の血と東洋の血を分け持っているのである）。
10. 「芸術作品としての建築」という概念の導入。

### 社会的・思想的背景
表現主義建築の背景にあるのは政治的、経済的、芸術的な変容である。ドイツの戦争、共産主義、社会主義、内戦、それにともなう混乱といったことの全てが、ユートピアの実現を目指した表現主義の発展に寄与することとなった。社会民主主義や、第一次世界大戦後の疲弊に順応しつつあったドイツ国民に支えられたワイマール共和国の目的は、新しい表現形式の発展を受けて戦前からある事業計画の推進を鼓舞するどころか、むしろ停滞させる気風しか生まなかった。皇帝ヴィルヘルム2世退位後の社会再建も同様である。そこで知識人の左翼的な発想はロシア革命（それはロシア・アヴァンギャルドと並走していた）に似た変革を求めた。ハイコストで壮大なベルリン大劇場の改築は、戦時中の経費や戦後の不景気よりも戦前の帝国を想起させるものだった。
表現主義建築に先行しながら同時代まで存続していた、共通点のある芸術運動にはアーツ・アンド・クラフツ運動やアール・ヌーヴォー、ドイツのユーゲント・シュティールなどがある。デザイナーと職人の統一は、表現主義建築にもつながるアーツ・アンド・クラフツ運動の主要な特徴であった。アール・ヌーヴォーにおいてしばしば見られる（ロマン主義においても一般的であった）自然主義的な題材も継続していたが、その華々しさは鳴りをひそめ、より現世的に方向転換をした。フィンスターリンは自然科学者エルンスト・ヘッケル（著書『自然の芸術』（独: Kunstformen der Natur）の挿絵をみずから描いている）と知り合い、その生態学から自然物の形態というインスピレーションの源を見いだした。
イタリアの未来派やロシア構成主義、そしてダダイスムは表現主義の時代に姿を現わし、類似点もしばしば見られた。ブルーノ・タウトの雑誌『Frülicht』の記事には、ウラジーミル・タトリンによる第三インターナショナル記念碑（タトリンの塔、英: Tatlin's Tower）のような構成主義の成果も含まれていた。ただし、未来派と構成主義が強調した機械工業化と都市化傾向がドイツでも支配的になるまでには新即物主義の時代を待たなければならない。メンデルゾーンは未来派と構成主義の境界線上で仕事をした特例であり、彼のスケッチにおけるダイナミックで溢れ返らんばかりのエネルギーという特質は、未来派のアントニオ・サンテリアのスケッチ上にも存在する。ダダの芸術家クルト・シュヴィッタースによるメルツバウにも、その角ばった抽象的な形態など、表現主義的な特徴が散見される。
フランク・ロイド・ライトとアントニ・ガウディのような個人主義者の影響も、表現主義建築の背景となる文脈を提供した。というのも、ライトの作品集はメンデルゾーンの講義に用いられて彼の周囲で広く知られるようになっており、またガウディの仕事とベルリンでの動向は相互に影響を与え合っていたからである。例えば1926年にベルリンで結成された建築家たちのサークル"der Ring"も、ドイツで出版したりフィンスターリンと文通していたガウディについては知っていた。ただしガウディについて補足すると、バルセロナではアール・ヌーヴォーの建築と20世紀初頭の建築（ユーゲント・シュティールと対立した）とが急速に断絶するには至らなかったため、ガウディの仕事はブルーノ・タウトが主張するようなものよりはむしろアール・ヌーヴォー的な要素の方が多く含まれてはいる。

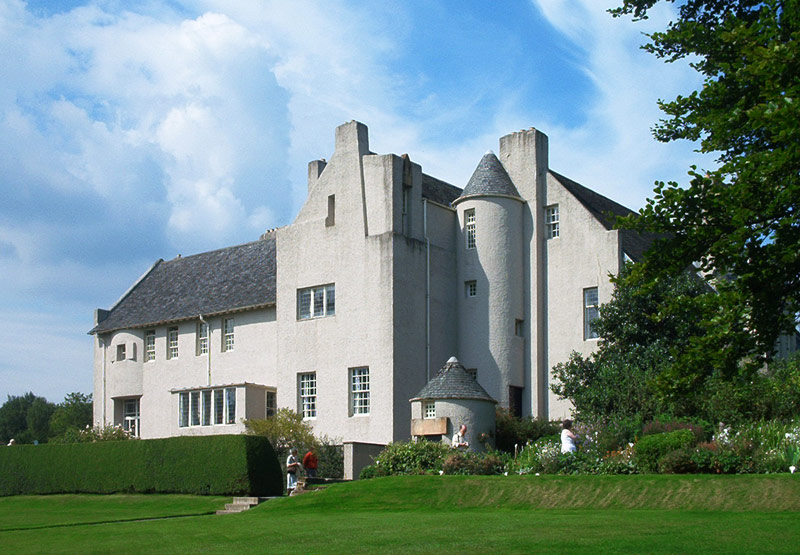
スコットランド、ヘリンズバラのヒル・ハウス、マッキントッシュ作

表現主義建築のより大きな背景としては、スコットランドのチャールズ・レニー・マッキントッシュの仕事について言及しなければならない。彼が制作した
ヒル・ハウスのような建物やイングラムチェアは一概にアーツ・アンド・クラフツ運動やアール・ヌーヴォーとしては分類しにくく、表現主義的な色合いがある。彼の仕事は1900年にウィーン分離派展に出展されていたので大陸でも知られていた。表現主義は衰退するが、日本ではウィーン分離派に影響されて1920年に分離派建築会が作られた。
表現主義建築は多くの作家からその思想的な素地を得ている。表現主義の建築家にとってとりわけ重要な哲学的源泉は、ニーチェ、キェルケゴール、そしてベルクソンらの著書である。ブルーノ・タウトのスケッチではニーチェの著作、とりわけ『ツァラトゥストラはかく語りき』が頻繁に引用される。なぜなら、その主人公こそ表現主義者の求める自由――ブルジョア的世界を拒否する自由、歴史からの自由、個人主義的な孤独に生きる精神の力強さ――の体現者だからである。タウトの『アルプス建築』もツァラトゥストラの下山からインスピレーションを得て構想されたものである。またアンリ・ヴァン・デ・ヴェルデもニーチェの強い影響下にあり、みずから『この人を見よ』の扉ページのイラストを描いている。またフランツ・カフカの『変身』における形態の変容も、表現主義建築の特徴である素材の不定と照応している。タウトの最もよく知られた建築作品の一つであるグラス・パヴィリオン（第1回ドイツ工作連盟展にて公開）は、彼のサークルに関わっていた詩人パウル・シェーアバルトの著作『ガラス建築』からヒントを得たものである。
フロイトやユングらの精神分析学の登場は、表現主義にとって重要だった。形態と空間の与える心理的効果に関する調査が、建築や研究や映画の中で建築家によって行われた。タウトは、「オブジェが俳優の感情や所作を反映するという心理的な役割を果たす」という舞台背景のデザインがもつ心理学的な可能性に注意した。夢と無意識についての研究はまた、形態に関するフィンスターリンの探求にも材料を提供した。
表現主義者たちの思考の精髄は、『芸術における精神的なものについて』（"Concerning the Spiritual in Art"、1912年）や『点と線から面へ』（"Point and Line to Plane"、1922年）などカンディンスキーの芸術論に見て取ることができる。

### 形態と素材
表現主義建築の形態は、先行するアール・ヌーヴォーやユーゲント・シュティールから分離することによって表現主義建築を定義する役割を果たした。アンリ・ヴァン・デ・ヴェルデは、装飾や当時の同傾向のものから個人主義的で象徴的な形態概念へと自分の建築を移行させることができた。アール・ヌーヴォーは装飾に関して構成的な自由を保持していたが、表現主義の建築家たちは部分的にではなく建築全体の形態を自由に解放するべく努めた。実際に建てられたものばかりでなく図面上の作品からもそれは明らかである。フィンスターリンの"Formspiels"は不定形な構成要素の集積へと転じた建造物の形態を例示している。またブルーノ・タウトの『アルプス建築』は、その全ての骨格が結晶構造に変えられた冷ややかに光る建造物として構想されている。

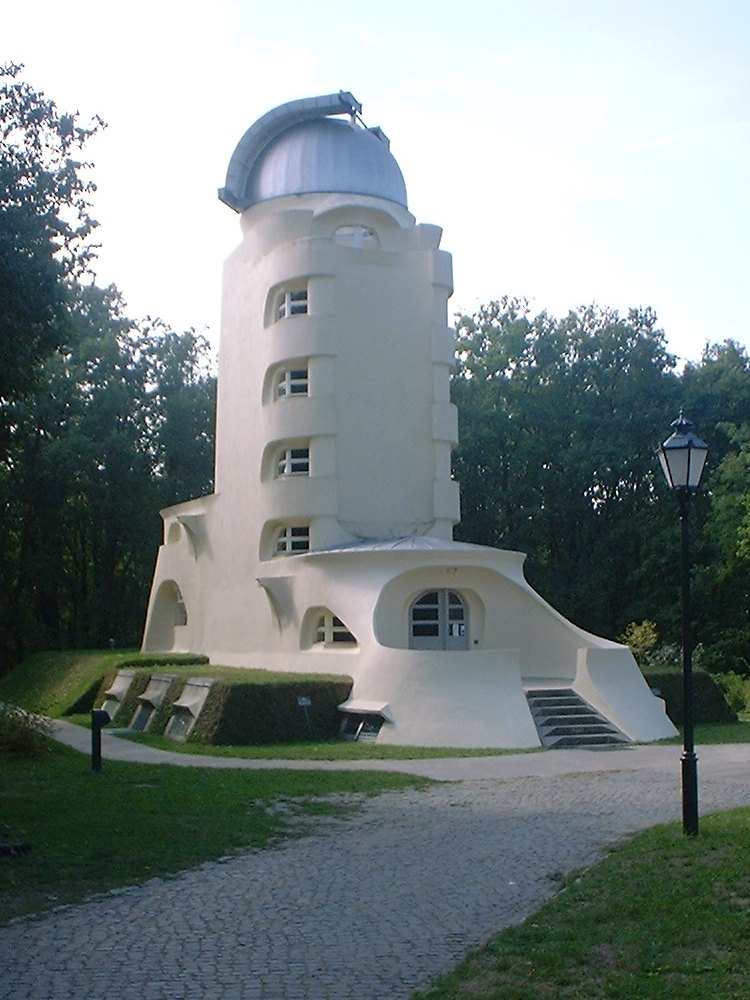
ポツダムのアインシュタイン・タワー、メンデルゾーン設計

表現主義建築の斬新な形式の例としては、メンデルゾーンのアインシュタイン・タワーがある。相対性理論を証明する天文学の実験のために制作されたこの塔は、相対的かつ変動的な幾何学的見地を示している。実用的な装飾は排され、形態と空間は設計者およびビルの名前の由来となった人物の考えを表現するために（メンデルゾーンは「アインシュタインの宇宙をめぐる神秘から」この塔を設計したと語っている）生コンクリートで建造された（ただし実際上の困難からすべてコンクリートを用いて作ることはできず、部分的にはレンガの上に漆喰を塗り重ねることとなった）。
アインシュタイン・タワーばかりでなく大量の図面において示されるように、メンデルゾーンの形態に関するセンスは非常に強力なものだった。芸術史学者ヴォルフガング・ペーントは「メンデルゾーンはその設計図（どこからも依頼を受けたものではなかった）においてもっぱら容積について考えており、機能は二の次であった」、同時代の表現主義建築家ガウディは「論理的な形式の表現として現れる巨大な彫刻の集まり」を作るためにアール・ヌーヴォーの装飾的な自然から逃れえたのだと語っている。

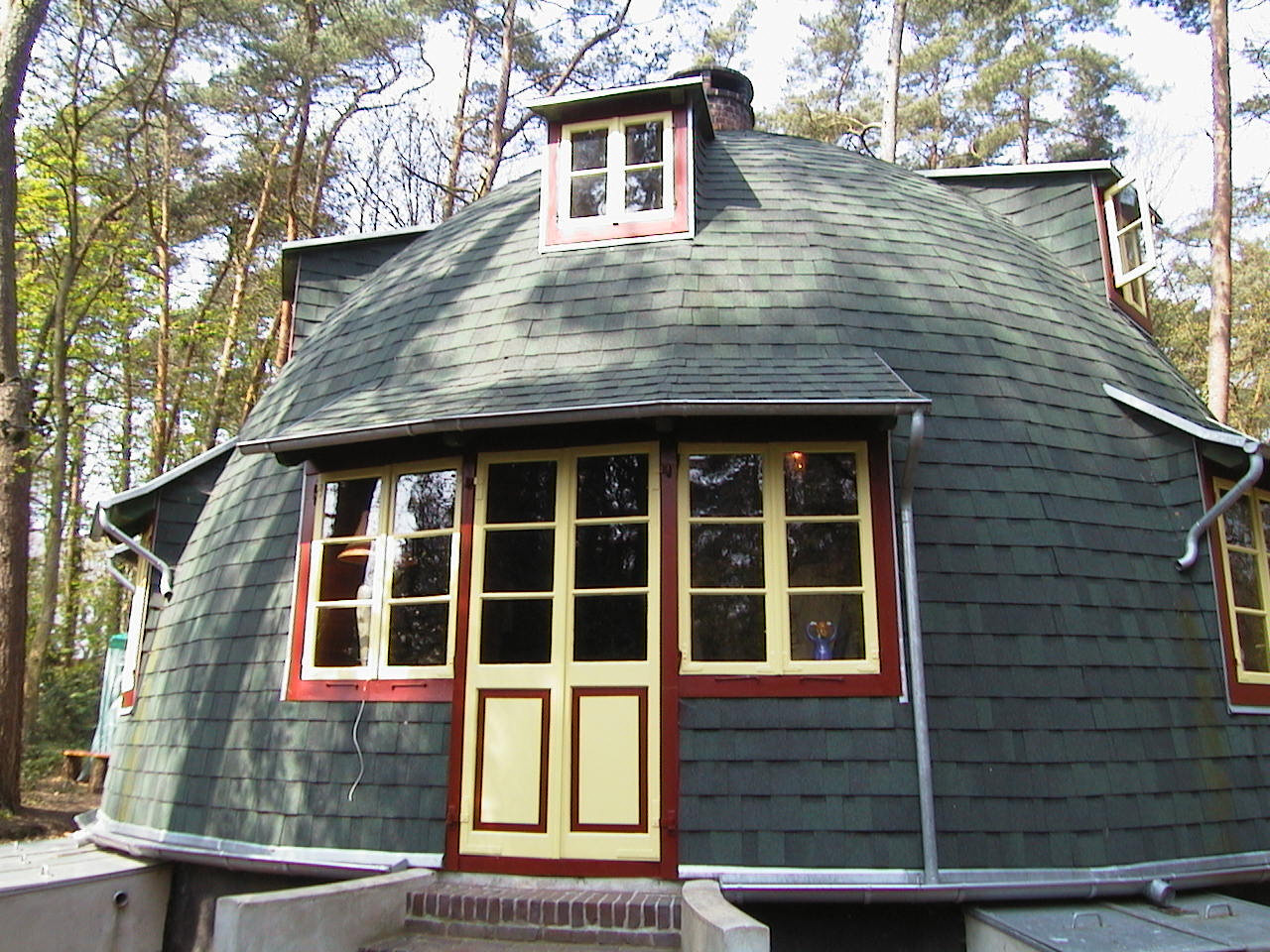
ヴォルプスヴェーデの「Käseglocke」、タウト設計

曲線的な幾何学的配置を多用したため、表現主義建築ではドーム型の建物が多く作られた。曲線的な建築は当然ながら曲線的な屋根を必要とするためである。ベルリン大劇場の内部も半球形をしていた。フィンスターリンのFormspielsは、非対称で擬人化されたドームである。グラス・パヴィリオンやヴォルプスヴェーデの"Käseglocke"（「チーズカバー」の愛称で呼ばれる小屋？）など、ブルーノタウトの作品の多くもまたドーム型であった。タウトの『アルプス建築』はコールリッジの詩『クーブラカーン』に登場するドーム型宮殿のようなエキゾチックな魅力をもっている。
曲面だけでなく、水平面および垂直面の劇的な強調も表現主義建築の意匠として挙げることができる。法的な事情から表現主義的な形態がもたらされるようになった例であるが、1916年、ニューヨーク市は都市計画に関連して建造物一棟あたりの面積を制限する条例を発布した（当然それぞれのビルは上へ伸びてゆかざるをえず、これが摩天楼の発展を促すこととなった）。この条例によって建築物はどのように進化してゆくこととなるかを示したヒュー・フェリス作成の立体図は、照明の強いコントラストが形態を浮き上がらせるのに用いられていることなどから、表現主義の映画の影響を受けていることが見て取れる。それらの図版は1926年にドイツの雑誌『Baukunst』において発表され、のち1929年にフェリスの著書『The Metropolis of Tomorrow』（この本のタイトルも、1927年の映画『メトロポリス』から取られたものと見られている）へ収録された。
表現主義建築のモダニズムへの寄与にあたっては、形式主義の傾向が誘因となった。1912年にカンディンスキーは「形式こそが内容を表現するのであり、しかも多くの例においては形式そのものが内容となっている」という説を提唱した。のちに新即物主義へと転じる表現主義者たちの仕事は形式を出発点としたが、細部で歪みをもたせるにとどまっていた。ペーター・ベーレンス、ヴァルター・グロピウス、ミース・ファン・デル・ローエらは（若干の例外はあるにせよ）規範的な形態に則り、幾何学の秩序に依拠して新たな建築概念を提示するために直角的な幾何学構造を用いた。

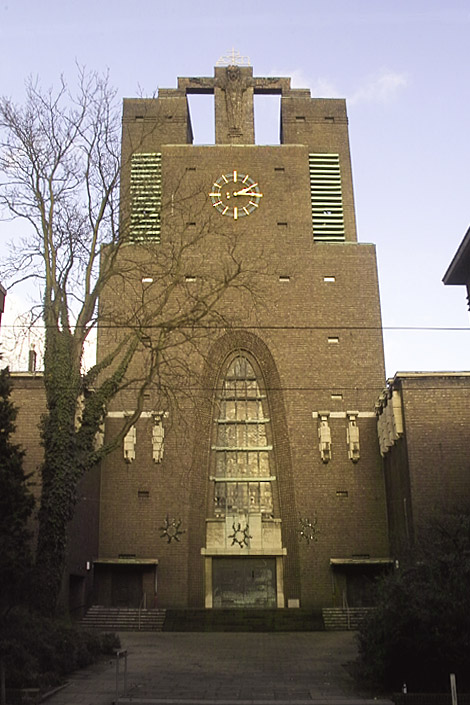
ゲルゼンキルヒェンの教会、ヨーゼフ・フランケ設計

形態と並んで、表現主義建築家にとって永遠の課題となるのが素材である。1919年ベルリンのパウル・カッシーラーのギャラリーで行われたメンデルゾーンのスケッチ展のタイトルは『鉄とコンクリートによる建築』であった。建物を画一的にするために材料を統一するという意図がしばしば見られた。ブルーノ・タウトと詩人ポール・シェーアバルトのガラス建築がその例である。彼らはガラス建築の可能性に関する主張を文書として発表し、実際に1914年の第1回ドイツ工作連盟展でグラス・パヴィリオンを造った。ドームの土台周辺には素材に関するシェーアバルトのアフォリズムが刻まれた。
「色ガラスは憎しみを破壊する」「ガラスの宮殿なしに生きることは重荷である」「ガラスは我々に新時代をもたらした。レンガでの建築は我々に危害しかもたらさない」 ―― パウル・シェーアバルト、グラス・パヴィリオンへの刻銘
表現主義の素材の統一に関するもう一つの例はメンデルゾーンによるアインシュタイン・タワーである。ここで塔に冠された人物名に関するシャレ（ein stein ＝ 一個の石）を見逃すことはできない。一繋がりの型にコンクリートを流し込んで造ったわけではないが（前述の通り、技術的限界からレンガと化粧漆喰が部分的に使用された）、少なくともメンデルゾーンは当初そのようなものとして構想しており、型へ流し込まれる前のコンクリートの流動性を表す効果がこの塔には見られる。

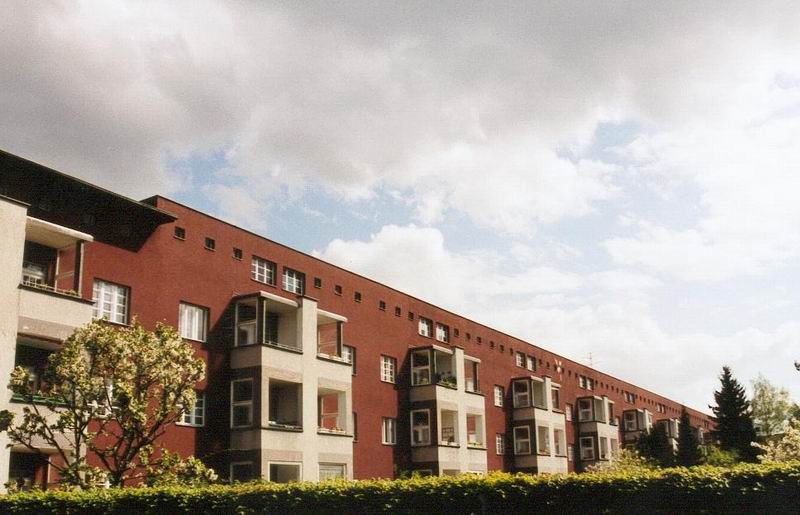
住宅団地カール・レーギエン、タウト設計

表現主義建築家の誰もがシェーアバルトのようにレンガを拒絶したわけではなく、素材の性質を表現するという同じ目的でレンガを使用した者もおり、ヨーゼフ・フランケは1920年代の初頭にベルリンほか各地で表現主義様式の教会を数多く建立している。またグラス・パヴィリオンの設計者ブルーノ・タウト本人も「住宅団地カール・レーギエン」（Carl Legien Housing Estate）で質感・量感と反復を表現する方法としてレンガを使った。アーツ・アンド・クラフツ運動の場合のように、ポピュリズムや自然主義などさまざまな議論がレンガの使用のために関連付けられた。その色彩と点描によってレンガが表現主義に対して果たした役割は、化粧漆喰が国際的なスタイルにおいて果たしたのと同じものだった。